# Hans Kämpfer (Fußballspieler, 1931)
Hans Kämpfer (* 18. Januar 1931) ist ein ehemaliger deutscher Fußballtorwart, der 1951/52 in der DDR-Oberliga, der höchsten Liga im DDR-Fußball, für die BSG Stahl Altenburg im Tor stand.

## Sportliche Laufbahn
Als am 31. Spieltag der Saison 1951/52 die BSG Stahl Altenburg in der DDR-Oberliga nach der Niederlage gegen den Tabellenletzten Einheit Pankow mit 1:3 verloren hatte und der Abstieg gefährlich nahegekommen war, zog Spielertrainer Herbert Klemig Konsequenzen und setzte vom nächsten Spieltag drei junge und unverbrauchte Spieler ein, von denen er sich noch eine Wende erhoffte. Unter den Neulingen war auch der 21-jährige Torwart Hans Kämpfer, der zuvor schon ein Oberligaspiel bestritten hatte. In den verbliebenen sieben Spielen erreichten die Altenberger nur zwei Siege und zwei Unentschieden, verloren aber dreimal mit 19 Gegentoren, sodass der Abstieg nicht mehr zu verhindern war. Kämpfer wurde in allen sieben Spielen eingesetzt und musste insgesamt 25 Tore hinnehmen. Herbert Klemig hielt aber trotzdem in der DDR-Liga-Saison 1952/53, in der die Altenburger nun als BSG Motor antraten, weiter an Kämpfer fest und stellte ihn in 19 der 24 Ligaspiele ins Tor. Nach zwei Spielzeiten war Hans Kämpfer damit auf acht Oberliga- und 19 DDR-Liga-Spiele gekommen, verschwand aber danach von der Fußballbühne.